# Pahlen (commune)
Pour les articles homonymes, voir Pahlen.
Pahlen est une commune allemande du Schleswig-Holstein, située dans l'arrondissement de Dithmarse (Kreis Dithmarschen), à 15 kilomètres au nord-est de la ville de Heide. Pahlen est l'une des 34 communes de l'Amt Kirchspielslandgemeinden Eider dont le siège est à Hennstedt.